# Annampfaufasan

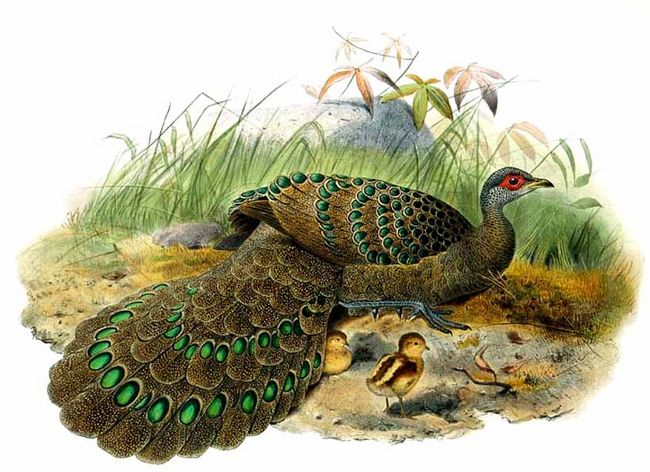
Illustration von 1880

Der Annampfaufasan, Brauner Pfaufasan oder Germain-Pfaufasan  (Polyplectron germaini) ist eine Art aus der Familie der Fasanenartigen. Er ist der einzige Vertreter aus der Gattung der Pfaufasanen, der in Vietnam vorkommt.

## Erscheinungsbild
Annampfaufasanen haben eine Flügellänge zwischen 16 (Weibchen) und 20 Zentimetern (Männchen). Der Schwanz der Männchen ist zwischen 25 und 32 Zentimetern lang. Bei den Weibchen beträgt die Schwanzlänge 22 bis 25 Zentimetern. Die Männchen wiegen etwa 500 Gramm, die Weibchen etwa 400 Gramm.
Der Schwanz ist stark gerundet und mit zahlreichen irisierenden Augflecken besetzt. Die nicht befiederten Gesichtspartien haben eine rötliche Farbe.
Äußerlich ähnelt der Annampfaufasan sehr dem Indochina-Pfaufasan. In freier Natur ist eine Verwechselung der beiden Arten allerdings ausgeschlossen, da sich das Verbreitungsgebiet der beiden Arten nicht überlappt.

## Lebensweise
Der Annampfaufasan kommt ausschließlich in Vietnam vor. Er kommt dort vom Tiefland bis in Höhenlagen von 1200 Metern vor. Aufgrund von Beobachtungen, die an in Gefangenschaft gehaltenen Vögeln gemacht wurden, gilt dieser Vogel als monogam. Das Balzverhalten des Männchens beinhaltet ritualisierte Bewegungsabläufe wie beispielsweise das Offerieren von Futter gegenüber dem Weibchen. Das Männchen präsentiert sein Gefieder mit den irisierenden Augflecken sowohl frontal gegenüber dem Weibchen als auch in einer Körperhaltung, bei der das Männchen seitlich zum Weibchen steht, das Schwanzgefieder aber in Richtung Weibchen gekippt ist.
Über die Brutsaison des Braunen Pfaufasans ist nichts bekannt. In Gefangenschaft legten die Weibchen aber jährlich zwischen drei und sechs Gelege, die jeweils aus einem oder zwei Eiern bestanden. Das Intervall zwischen den einzelnen Gelegen betrug durchschnittlich 21 Tage. Die Eier werden 21 Tage lang bebrütet. Die Jungvögel leben zunächst ausschließlich von Insekten. Da sie erst lernen müssen, für sich selber Futter zu suchen, werden sie am Anfang durch die Elternvögel gefüttert.
Anders als andere Arten innerhalb der Pfaufasanen ist der Annampfaufasan nicht auf Urwälder angewiesen. Er nutzt als Lebensraum auch das Unterholz, das nach Holzeinschlag in den vietnamesischen Wäldern nachwächst.

## Systematik
Der Annampfaufasan ist offensichtlich ein naher Verwandter des Grauen Pfaufasans und gelegentlich wird diskutiert, dem Braunen Pfaufasan lediglich den Status einer Subspezies zukommen zu lassen. Allerdings sind sowohl die Stimme als auch das Balzverhalten vom Braunen und Grauen Pfaufasan so unterschiedlich, dass ein Artstatus für beide gerechtfertigt scheint. In Gefangenschaft kommt es allerdings häufig zu Kreuzungen zwischen den beiden Arten.